# Suc de Jorance
Le suc de Jorance est un sommet du massif du Meygal, culminant à 1 186 m d'altitude, dans le Velay en France.

## Géographie

### Situation
La montagne se trouve sur la commune de Saint-Julien-du-Pinet dans le département de la Haute-Loire.

### Géologie
Le sous-sol est constitué de trachyte et de phonolite. Les versants du suc présentent un réseau étendu de grottes et de gouffres. Bien que la plupart soient peu profonds, quelques-uns atteignent des dimensions plus significatives, à l'instar du gouffre de la Pentecôte, qui mesure 189 mètres de long pour une profondeur de 66 mètres.

## Activités

### Protection environnementale
Le suc est répertorié dans la ZNIEFF de type 2 « Mézenc - Meygal ».

### Randonnée
Au sommet, un sentier balisé de 13,3 kilomètres, adapté à la pratique du trail avec une difficulté modérée, est également praticable en tant que sentier de randonnée.